# Adolphe Le Prince
Adolphe Le Prince (Leeds, Inglaterra, 1872 - Fire Island, Estados Unidos, 1901) foi um ator inglês, filho do inventor Louis Le Prince. Participou do que é considerado o primeiro filme da história, Roundhay Garden Scene, um curta-metragem de poucos segundos, realizado por seu pai em 1888.